# Andronache Donici
Andronache Donici (n. c. 1760 – d. 1829) a fost un jurist și om de stat român din Moldova. În opera sa principală, „Adunarea cuprinzătoare în scurt de pravilele cărților împărătești...” (Iași 1814, reeditată 1859), îmbină obiceiul pământului cu normele de drept bizantin interpretate în sensul ilumismului. Lucrarea s-a bucurat de o mare autoritate. Donici a participat la redactarea Codului Calimach și a altor acte legislative din vremea sa.
Este unchiul scriitorului Alecu Donici